# Commissions d'enquête parlementaires sur les sectes en France
Les commissions d'enquête parlementaires sur les sectes en France sont des commissions d'enquête à l'initiative et composées de membres du Parlement (Sénat, Assemblée nationale) qui ont pour objectif de faire un état des lieux sur l'ampleur du phénomène sectaire en France.
Le premier rapport officiel datant de 1995 établit une liste de 173 « mouvements sectaires », qui est considérée, depuis 2005, comme obsolète, par le gouvernement et les parlementaires et comme « complètement caduque » par le président de la Miviludes, bien qu'elle ait « permis de cerner le phénomène même si c'était de manière parfois erronée et partiellement incomplète »,, et « de moins en moins pertinente » par la circulaire Raffarin de 2005 qui ajoute que « le recours à des listes de groupements sera évité au profit de l'utilisation de faisceaux de critères » ; un second rapport présentant un bilan de la situation financière de ces mouvements a été élaboré en 1999, enfin, un troisième rapport relatif à l'influence des mouvements à caractère sectaire et aux conséquences de leurs pratiques sur la santé physique et mentale des mineurs a été rendu public le 19 décembre 2006.
Ces rapports se basent sur des informations fournies par les Renseignements généraux et par des associations spécialisées, telle l'UNADFI, qui se voient reconnaître de cette manière un statut quasi officiel. Ils reprennent même quelques références à des publications spécialisées (souvent pour les estimations du nombre de membres) ainsi que de particuliers.

## Historique
Un rapport avait déjà été réalisé sur cette question en 1983 par le député de Seine-et-Marne Alain Vivien, à la demande du premier ministre Pierre Mauroy. Ce rapport de 200 pages avec 3 000 pages d'annexes met en lumière des faits surprenants : il recense de 130 à 800 sectes plus ou moins actives en France, surtout à Paris et à Lyon, mais aussi dans l'Est, rassemblant de 400 000 à 500 000 sympathisants et quelque dizaines de milliers d'adeptes. Y sont cités des mouvements implantés depuis plusieurs décennies comme les témoins de Jéhovah, les mormons, les rose-croix mais aussi des mouvements venus des États-Unis à partir du début des années 1970 : Enfants de Dieu, Hare Krishna, Scientologie, Méditation transcendantale, Moonisme. Ce sont ces mouvements dont les pratiques agressives et souvent illégales ont ému l'opinion publique puis les autorités en France, en Allemagne et aux États-Unis, comme la pratique des Enfants de Dieu, qui prostituaient leurs jeunes adeptes femmes dans l'espoir d'attirer de "gros poissons" fortunés.
La première Commission parlementaire sur les sectes en France a vu le jour en 1995. Elle s'est appuyée sur des informations rassemblées par les renseignements généraux qui surveillaient ces mouvements. La commission de 1995 a tenté de mesurer l'ampleur du phénomène sectaire à cette époque et a dressé une liste de 173 sectes répondant à au moins un des dix critères de dangerosité définis par les renseignements généraux. Le lendemain de la parution du rapport, soit le 23 décembre 1995, furent découverts les corps des 16 victimes du « suicide collectif » de l'Ordre du Temple solaire, ce qui contribua à lui donner un retentissement particulier, bien que ce groupe ne figure pas dans la liste en question.
À la suite de ce rapport, un Observatoire interministériel est créé en 1996 ; puis en 1998, le gouvernement se dote d'un nouvel organisme interministériel, la MILS, qui deviendra plus tard la MIVILUDES. Cet organisme produit dès lors ses propres études, qui sont fréquemment confondues avec les rapports parlementaires.
La deuxième commission d'enquêtes parlementaires sur les sectes a rendu son rapport en 1999. Celui-ci, plus communément appelé « rapport parlementaire sur les sectes et l'argent » avait pour objectif de faire un état des lieux de la situation financière, patrimoniale et fiscale des sectes, ainsi que de leurs activités économiques et de leurs relations avec les milieux économiques et financiers.
En 2001, la loi About-Picard renforce la législation contre les dérives sectaires.
En 2006, l'Assemblée nationale décide la création d'une nouvelle commission d'enquête parlementaire relative à l'influence des mouvements à caractère sectaire et aux conséquences de leurs pratiques sur la santé physique et mentale des mineurs.
En 2008, le député-maire UMP de Maisons-Laffitte, Jacques Myard dépose une proposition de « commission d'enquête parlementaire sur les dérives sectaires, notamment dans le domaine médical et paramédical ».

## Commission d'enquête parlementaire sur les sectes de1995
Le rapport a été adopté à l'unanimité le 20 décembre 1995 par la Commission d'enquête. Jean-Pierre Brard, vice-président de la commission, estimait pour sa part que les mesures proposées « étaient insuffisantes » et souhaitait l'adoption d'une « législation spécifique » permettant de combattre efficacement les sectes dangereuses. Il avait déclaré : « Ce vote n'est donc pas représentatif de toute la commission. Si j'avais été présent, je me serais abstenu ».
Vis-à-vis du règlement intérieur de l'Assemblée nationale, le rapport est néanmoins valide quel que soit le nombre des présents.

### Résumé du rapport parlementaire de1995

#### Définition de la notion de «secte»
Le rapport explique que « Vingt auditions ont été effectuées dans ces conditions, pour une durée globale de vingt et une heures. Elles ont permis à la Commission de prendre connaissance des informations, de l'expérience et des analyses de personnalités diverses, qu'il s'agisse de responsables administratifs, de médecins, de juristes, d'hommes d'Église, de représentants d'associations d'aide aux victimes de sectes, et, bien sûr, d'anciens adeptes de mouvements sectaires et de dirigeants d'associations sectaires. La Commission a, par ailleurs, sollicité le concours de diverses administrations pour tenter d'affiner au mieux la connaissance du champ de son étude ». Parmi elles c'est surtout le ministère de l'Intérieur (Renseignements généraux) qui lui a fourni ses informations.
Devant la grande difficulté de définir le concept de secte, la commission a décidé de reprendre les critères observés par les Renseignements généraux, qu'elle considère comme « un faisceau d'indices, dont chacun pourrait prêter à de longues discussions. » :
- Dangers pour l'individu :
  - la déstabilisation mentale ;
  - le caractère exorbitant des exigences financières ;
  - la rupture induite avec l'environnement d'origine ;
  - les atteintes à l'intégrité physique ;
  - l'embrigadement des enfants ;
- Dangers pour la collectivité :
  - le discours plus ou moins anti-social ;
  - les troubles à l'ordre public ;
  - l'importance des démêlés judiciaires ;
  - l'éventuel détournement des circuits économiques traditionnels ;
  - les tentatives d'infiltration des pouvoirs publics.

La commission estime avoir « été consciente que ni la nouveauté, ni le petit nombre d'adeptes, ni même l'excentricité ne pouvaient être retenus comme des critères » et explique que « Le champ de son étude a ainsi été volontairement restreint à un certain nombre d'associations réunissant, le plus souvent autour d'un chef spirituel, des personnes partageant la même croyance en un être ou un certain nombre d'idées transcendantales, se situant ou non en rupture avec les religions « traditionnelles » (chrétienne, musulmane, hindouiste, bouddhiste) qui ont été exclues de cette étude, et sur lesquelles ont pu, à un moment ou à un autre, peser le soupçon d'une activité contraire à l'ordre public ou aux libertés individuelles. »
Consciente de ne pas donner un résultat exactement impartial, la commission a tout de même choisi ces critères afin de procéder à une analyse partielle de la réalité, retenant le sens commun que l'opinion publique attribue à la notion de secte.

#### Un phénomène difficile à mesurer
En plus du problème de l'imprécision entourant la définition de la notion de secte, la commission s'est heurtée à différents obstacles :
- Quantification de l'activité d'un mouvement et de ses multiples associations. Par exemple, un auditeur régulier de conférences organisées par une association proche d'une secte est-il à considérer comme un adepte de cette dernière ?
- Choix du critère servant à mesurer le phénomène : doit-on retenir le nombre d'adeptes ou celui des sympathisants (notions à définir) ? Doit-on inclure l'entourage des personnes concernées pour comptabiliser le nombre de « victimes » ? Par ailleurs, les sectes elles-mêmes ne savent pas exactement le nombre de leurs adhérents, sans parler du risque de déformation des chiffres, dans un sens comme dans l'autre…
- Quantification de l'importance internationale de la secte, ses capacités financières et sa stratégie éventuelle d'infiltration qui contribuent pour beaucoup à son audience, sa capacité d'ingérence, sa dangerosité.

### Polémiques et critiques

#### Critères et sources des Renseignements généraux
Une des premières critiques vient de Jean Vernette, secrétaire national de l'épiscopat français pour l'étude des sectes et nouveaux mouvements religieux, qui souligne qu'en l'état ces critères peuvent être appliqués à la quasi-totalité des religions installées.
D'autre part des sociologues comme Bruno Étienne soulignent que ce n'est peut être pas aux policiers des Renseignements généraux que devrait être confié le soin de définir ce qu'est la manipulation mentale. Il s'interroge par exemple sur la présence de la société Cedipac SA, anciennement nommée Groupement européen des professionnels du marketing (GEPM), alors que son activité, certes répréhensible (le président du conseil d'administration a été mis en examen pour infraction à la réglementation), consiste essentiellement en une vente pyramidale.
L'absence de l'Opus Dei, voire de la franc-maçonnerie a également suscité des interrogations,.
De plus, Yves Bertrand, directeur général des Renseignements généraux de 1992 à 2003, est revenu en 2007 sur son travail de collaboration aux rapports parlementaires sur les sectes, et a estimé que la scientologie et les Témoins de Jéhovah ne méritaient pas d'être diabolisés, et « qu'à placer sur le même plan certaines sociétés de pensée et d'authentiques mouvements sectaires qui aliènent la liberté de leurs membres, on aboutit à l'inverse du but recherché. ».
Certains mouvements ont sollicité l'accès aux documents qui ont conduit à leur classement parmi la liste des sectes par la commission d'enquête parlementaire. Ils se sont heurtés au refus de l'État, qui invoquait le risque d'atteinte à la sécurité publique et à la sûreté de l'État en cas de divulgation de ces informations issues des Renseignements généraux. Plusieurs mouvements se sont alors engagés dans des procédures judiciaires qui ont duré plusieurs années avant de pouvoir accéder aux documents qui les accusaient. Ainsi l'Association les Témoins de Jéhovah a-t-elle obtenu finalement gain de cause en 2006, après que la demande fut remontée jusqu'au Conseil d'État[réf. souhaitée].
Des premiers jugements en ce sens avaient été prononcés en 2005 par la Cour administrative d'appel de Paris, après examen des documents pour examiner le bien-fondé du refus du ministère de l'Intérieur, qui invoquait le risque d'atteinte à la sécurité publique.
Le Conseil d'État a rejeté le 3 juillet 2006 le recours du ministre de l'Intérieur et a confirmé le même jour l'annulation de la décision du ministre de l'Intérieur refusant de communiquer à la Fédération chrétienne des Témoins de Jéhovah de France les documents concernant les demandes et investigations réalisées auprès des Témoins de Jéhovah de France par la direction centrale des renseignements généraux au titre de la demande d'assistance de la mission d'enquête parlementaire sur les sectes et l'argent constituée le 15 décembre 1998. La cour a demandé au ministre de réexaminer la demande de communication de ces documents administratifs faite par la Fédération chrétienne des Témoins de Jéhovah de France.
Le 18 décembre 2006, lors d'une conférence de presse à Paris, les Témoins de Jéhovah ont rendu public le dossier préparé par les Renseignements généraux à leur sujet pour la commission d'enquête parlementaire sur les sectes de 1995. Selon le quotidien Le Monde, « cette "note blanche", qui leur a été communiquée après huit années de procédures, comprend uniquement une fiche de présentation et la liste de leurs lieux de culte ».
L'Église de Scientologie, qui a également bataillé des années durant pour finalement obtenir l'accès à des documents des Renseignements généraux français, aurait assuré par la voix de son porte-parole : « il n'y avait rien dans les dossiers ».
L'association « Église universelle du royaume de Dieu » a également obtenu le droit d'accès au dossier détenu par la direction centrale des renseignements généraux justifiant son classement par l'Assemblée nationale parmi les sectes dans le rapport parlementaire rendu public le 10 janvier 1996. Dans un arrêt du 1er décembre 2005 validé par le Conseil d'État, la Cour administrative d'appel de Paris a annulé le refus du ministre de l'Intérieur d'accéder à la requête de l'association et a enjoint à ce dernier de communiquer les documents litigieux.

#### Absence de procédure contradictoire et de possibilité de rectification
Ce rapport parlementaire a vivement été critiqué par les autorités américaines. En 1999, un rapport sur la liberté religieuse dans le monde réalisé par le Département d'État lui reproche d'une part de ne pas avoir entendu les groupes accusés, d'autre part l'absence de procédure contradictoire.
Lors de la création de la nouvelle commission parlementaire en 1999, le groupe Tradition Famille Propriété se plaignait auprès d'elle de l'absence de possibilité de rectification, les travaux de la précédente commission ne pouvant être rouverts.

## Commission d'enquête parlementaire sur «Les sectes et l'argent» de1999
La deuxième commission d'enquêtes parlementaires sur les sectes a rendu son rapport en 1999. Celui-ci, plus communément appelé « rapport parlementaire sur les sectes et l'argent » avait pour objectif de faire un état des lieux de la situation financière, patrimoniale et fiscale des sectes, ainsi que de leurs activités économiques et de leurs relations avec les milieux économiques et financiers.

### Contenu
Pour ce qui est de la situation financière des mouvements dits sectaires, le rapport de 1999 relève que les Témoins de Jéhovah et l'Église de Scientologie sont les deux plus riches, avec un budget annuel estimé respectivement à 30 500 000 € et 9 147 000 €. Viennent ensuite la Sōka Gakkai, l'AMORC, Sūkyō Mahikari, l'Église néo-apostolique, l'Église de l'Unification (Moon), Dianova, l'Association du Vajra Triomphant (Mandarom) et l'Anthroposophie, dont les recettes annuelles sont comprises entre 3 000 000 € et 7 600 000 €. Le Président de cette commission est revenu sur le fait de nommer l'AMORC qui ne remplit aucun des critères généralement acceptés pour définir une secte. Cf : « J'atteste de votre situation d'Association exerçant dans le cadre légal sa liberté de pensée. » (Jacques Guyard, député - 13 mars 2002). Jacques Guyard était le Président de cette Commission. De même : « Les statuts de votre Association, comme son fonctionnement public, ne laissent pas trace de pratiques sectaires. » (Michel Tubiana, président de la Ligue des Droits de l'Homme - 15 mai 2002)

### Critiques sur la mention de l'anthroposophie et de l'AMORC
Après la présentation de ce rapport sur France 2, une plainte en diffamation a été déposée contre le député PS Jacques Guyard, président de la commission d'enquête parlementaire sur les sectes en rapport avec l'anthroposophie, 
La XVIIe chambre correctionnelle du tribunal de grande instance de Paris a estimé que Jacques Guyard n'était « pas en mesure de justifier d'une enquête sérieuse » à l'appui de ses accusations, qu'il « a maintes fois fait référence au caractère "secret" du travail de la commission parlementaire », et que « le caractère contradictoire des investigations diligentées s'est résumé exclusivement à l'envoi d'un questionnaire à une soixantaine de mouvements considérés comme sectaires ». En outre, « les juges ont estimé que le préjudice des parties civiles était "important (…) dès lors que les propos diffamatoires avaient été tenus par un député, président de la commission, dont l'autorité et la compétence n'ont pu être mises en doute par le public" ». En septembre 2001 devant la Cour d'appel de Paris, le jugement de fond sur le rapport sera maintenu mais Jacques Guyard obtiendra la relaxe au bénéfice de la bonne foi.
De même Serge Toussaint, responsable de l'AMORC en France, n'a eu de cesse de revenir sur cette décision infondée selon lui. Jacques Guyard est revenu sur cette décision en son nom personnel en attestant, le 13 mars 2002, que l'AMORC exerçait son rôle associatif en toute légalité et en respectant la libre-pensée.

## Commission d'enquête parlementaire sur les sectes et les mineurs de2006

### Organisation
L'Assemblée nationale a adopté le 28 juin 2006, à l'unanimité, la proposition de résolution tendant à la création d'une commission d'enquête parlementaire relative à l'influence des mouvements à caractère sectaire et aux conséquences de leurs pratiques sur la santé physique et mentale des mineurs, « cosignée par 129 parlementaires siégeant sur l'ensemble des bancs de cette assemblée ». Durant la discussion générale, la parole a été donnée à Philippe Vuilque pour le groupe socialiste, à Olivier Jardé pour le groupe UDF, à Jean-Pierre Brard pour le groupe des députés communistes et républicains et à Martine David, pour le groupe socialiste.
À la suite de ce vote, dans un communiqué de presse, les porte-parole des groupes parlementaires de l'Assemblée nationale et Georges Fenech (UMP), rapporteur pour la commission des lois, ont déclaré qu'en matière de lutte contre les dérives sectaires, l'adoption de la proposition de résolution, à l'unanimité par la Commission puis par le vote de l'Assemblée nationale en séance publique, a fait une nouvelle fois la démonstration que le phénomène sectaire interpelle les pouvoirs publics, au plus haut niveau de leurs responsabilités. Ils ont ajouté que les parlementaires ont su créer les conditions pour que les grands principes qui fondent l'État républicain ne soient pas des sujets de discorde ou d'affrontement partisan et que ce consensus prévaut aujourd'hui encore, plus de 10 ans après l'adoption du premier rapport parlementaire sur les sectes.
Georges Fenech (UMP, Rhône) et Philippe Vuilque (PS, Ardennes) ont été désignés respectivement président et rapporteur de cette commission d'enquête sur l'influence des sectes. Martine David (PS, Rhône) et Alain Gest (UMP, Somme) ont été nommés vice-présidents, et Jean-Pierre Brard (app-PCF, Seine-Saint-Denis) et Rudy Salles (UDF, Alpes-Maritimes) secrétaires. La Commission a décidé à l'unanimité que les auditions seraient ouvertes à la presse, sauf lorsque cela paraîtrait utile, au cas par cas. Dans un souci de transparence et d'information, LCP - Assemblée nationale a retransmis et mis en ligne les archives des auditions de la commission d'enquête parlementaire relative à l'influence des mouvements à caractère sectaire et aux conséquences de leurs pratiques sur la santé physique et morale des mineurs.

### Propositions
La commission composée de 30 membres a rendu son rapport public le 19 décembre 2006 à l'assemblée, dans lequel elle préconise 50 propositions afin de protéger « l'enfance en danger ».

### Critiques

#### Critique de la création et du déroulement de la commission
La Coordination des associations de particuliers pour la liberté de conscience (CAPLC), qui réunit les personnes et les groupes qui s'estiment victimes d'intolérance religieuse, a émis des doutes sur les conditions de création précipitée de la commission : elle aurait été mise à l'ordre du jour le 27 juin 2006, votée dès le lendemain, avec pour membres huit des dix seuls députés présents lors de la discussion.
L'association met également en cause son opportunité, citant diverses références administratives, confirmée par cette réponse du Premier ministre à une question du député Philippe Vuilque : « Les cas de maltraitance physique ou psychologique de mineurs en relation avec l'appartenance d'un ou des parents à un mouvement dit à caractère sectaire sont exceptionnels ».
Selon le CICNS, les chiffres de mineurs en danger fournis lors des auditions « sont approximatifs et leur interprétation aléatoire, voire insuffisante, quand ils ne dénotent tout simplement que le caractère inexistant de ce problème de société ».
Le président de la Fédération protestante de France s'est également inquiété de la direction suivie par la nouvelle commission d'enquête parlementaire, qui selon lui se focalise contre les Témoins de Jéhovah et contre les protestants évangéliques. Évoquant un questionnaire diffusé auprès de directeurs d'hôpitaux, visant nommément les Témoins de Jéhovah, le monde protestant et le monde musulman, Jean-Arnold de Clermont dénonce les troubles que cela risque de provoquer : « Je trouve cela discriminatoire. Nous sommes sur une pente très dangereuse. Une commission parlementaire comme celle-là risque de créer des troubles plus grands que ceux contre lesquels elle prétend lutter. ». Georges Fenech et Philippe Vuilque ont répondu par un communiqué que la Commission n'était pas à l'origine de ce questionnaire et que ces remarques étaient une ingérence manifeste dans le déroulement de travaux parlementaires indépendants.

#### Critiques des propositions
Georges Fenech, président de la commission d'enquête, a accusé les pouvoirs publics et particulièrement le bureau des cultes du ministère de l'Intérieur, de « négligence, voire complaisance » à leur égard. Il s'est dit étonné de voir que la profession de psychothérapeute ne soit pas mieux définie alors que c'est « une mine pour les sectes » dans laquelle prospèrent les gourous. Il s'est aussi inquiété du manque de contrôle des organismes de soutien scolaire qui peuvent également être les « faux nez » des sectes. Enfin, il a expliqué que cette commission était allée plus loin que les commissions précédentes, puisque les députés ont adressé un questionnaire aux mouvements entrant dans leur champ d'investigation, auquel tous n'ont pas répondu.
Christian Vanneste, membre de la Commission (UMP), n'a pas voté ce rapport, souhaitant une définition juridique de la secte sur le modèle du droit belge qui fait une distinction entre les mouvements nuisibles et les autres. Il a noté dans sa contribution que « le risque d'une attitude de suspicion est difficilement compatible avec une société démocratique et libérale ».
La Fédération protestante de France a écrit à Nicolas Sarkozy pour dénoncer « la volonté affichée de la Commission parlementaire de modifier l'article 910 du code civil et dans une certaine mesure de revenir sur la compréhension que donne la Loi de 1905 de la nature d'une Association cultuelle ». Son Président, Jean-Arnold de Clermont, exprime son étonnement « que visant des associations à "caractères sectaires" ce soient des associations cultuelles qui ne sont pas susceptibles d'être des associations à caractères sectaires qui se trouvent mises en cause ». Dans une analyse du rapport jointe à cette lettre, le Président reproche à la commission de sortir de sa mission lorsqu'elle aborde le sujet des associations cultuelles et de n'avoir aucune compétence en la matière. Cette analyse revient en particulier sur deux propositions du rapport parlementaire :
- La proposition 27 suggère de « rétablir un pouvoir d'opposition de l'administration aux dispositions entre vifs ou par testament au profit des associations cultuelles ». Or, l'article 910 du code civil modifié par l'ordonnance du 28 juillet 2005 prévoit déjà cette possibilité d'opposition.
- La proposition 28 vise à « autoriser la formation de cette opposition, lorsque l'association n'a pas pour objet l'exercice d'un culte, lorsque l'exercice de ce culte n'est pas l'objet exclusif de l'association, lorsque les activités de celle-ci portent atteinte, en tout ou en partie, à l'ordre public et méconnaissent les intérêts supérieurs de l'enfant ». En fait, dans une telle situation, l'association ne peut disposer de la qualité cultuelle, conformément à la jurisprudence déjà établie.

Enfin, comme le rappelle le communiqué de la FPF, l'article 910 du Code civil expose expressément que ces dispositions « au profit des fondations, des congrégations et des associations ayant la capacité à recevoir des libéralités, à l'exception des associations ou fondations dont les activités ou celles de leurs dirigeants sont visées à l'article 1er de la loi du 12 juin 2001 tendant à renforcer la prévention et la répression des mouvements sectaires portant atteinte aux droits de l'homme et aux libertés fondamentales ». Les sectes sont donc clairement exclues de la possibilité de recevoir des legs.

## Mouvements cités dans les rapports de1995et1999
En 1995, 173 mouvements ont été listés. Les groupes mentionnés dans le rapport de 1995 proviennent des principaux courants suivants : nouvel âge (49), orientalisme (19), guérisseur (18), occultisme (16), apocalyptique (15), évangélisme (13), pseudo-catholicisme (9), psychanalytique (9), syncrétisme (9), ufologie (5), alternatif (4), satanisme (4) et néopaganisme (3).
Quelques mouvements listés en 1995
Cette liste ne mentionne que quelques mouvements, ayant une page sur Wikipédia, parmi les 173 mouvements qui avaient été listés.
| - Alliance universelle - Christ de Montfavet - Antoinisme - Culte antoiniste, - Association de soutien à l'œuvre de Sundari - École de l'essentialisme - Association internationale pour la conscience de Krishna (AICK - ISKON) - Brahma Kumaris - Université spirituelle des Brahma Kumaris - Raja yoga - Communauté des petits frères et des petites sœurs du Sacré-cœur - Eckankar - Église de Scientologie - Églises du Christ internationales - Église néo-apostolique (ENA) - Ordre du Temple solaire (OTS) - Église universelle de Dieu - Église universelle du royaume de Dieu (EURD) - Famille (ex-Enfants de Dieu) - Fraternité Blanche Universelle (FBU) - Horus - Centre international de parapsychologie et de recherche scientifique du Nouvel Âge - Instinctothérapie - Orkos - Fédération internationale pour le développement de l'alimentation instinctive (FIDALI) - Invitation à la vie (IVI) - Jardins de la vie - Kōfuku no Kagaku - L'œil s'ouvre - Maison de Jean - Mandarom - Aumisme - Chevaliers du Lotus d'or - Association du Vajra triomphant - Méditation transcendantale - Méthode Silva de contrôle mental - Silva mind control - Moon - Église de l'Unification - Association de l'Esprit Saint pour l'Unification du christianisme mondial (AUCM) | - Mouvement du Graal - Nouvelle Acropole - Office culturel de Cluny (OCC) - Fédération nationale d'animation globale (FNAG) - Ogyen Kunzang Chöling (OKC) - Ordo Templi Orientis (OTO) - Ordre monastique d'Avallon - Osho Rajneesh - Parole de foi - Évangélisation mondiale - Le Patriarche - Pèlerins d'Arès ou Révélation d'Arès - L'œil s'ouvre - Pentecôte de Besançon - Église évangélique missionnaire de Besançon - Raéliens - Mouvement raëlien - Reiyukai - Rose-croix d'or - Association culturelle Lectorium rosicrucianum - Sahaja yoga - Sanctuary - Sathya Saï Baba - Shinji Shumeikai - Shri Ram Chandra Mission (SRCM) - Sahaj Marg - Sōka Gakkai - Sri Chinmoy - Association Subud de France - Susila Dharma France - Sūkyō Mahikari - Lumière de vérité - Tabitha's place - Ordre apostolique - Les douze tribus - Témoins de Jéhovah - Tradition Famille Propriété (TFP) - Avenir de la culture - Vie chrétienne en France |

Cités en 1995, mais non inclus dans la liste
- La Communauté des chrétiens
- Église de Jésus-Christ des saints des derniers jours (mormons)
- Science chrétienne - Église du Christ scientiste - Christian science

Mouvements écartés en 1995 mais inclus en 1999 dans le rapport sur les sectes et l'argent
- AMORC - Ancien et mystique ordre de la rose-croix
- Anthroposophie
- Energo Chromo Kinèse (ECK)

## Controverses
Le rapport de la Commission parlementaire sur les sectes en France de 1995 a été critiqué par la communauté internationale, notamment en 1999 dans un rapport américain sur la liberté religieuse dans le monde, pour ne pas avoir rencontré les groupes accusés et avoir incité à l'intolérance envers les minorités religieuses .

### Valeur juridique des rapports parlementaires
Le gouvernement français a rappelé à diverses reprises que les rapports parlementaires sur les sectes n'avaient pas force de loi et ne pouvaient justifier aucune mesure discriminatoire à l'encontre des groupes qui s'y trouvent listés. Le ministère de l'Emploi et de la Solidarité, par exemple, a notifié en 1998 que le rapport de 1995 « n'a aucune valeur juridique ». Quant au ministre de l'Intérieur, il a clairement expliqué en 1999 aux préfets : « Ces rapports parlementaires ne constituent qu'un élément d'information et de proposition, ils ne prétendent pas avoir valeur normative et ne sauraient fonder ni des distinctions entre les associations qualifiées de "sectaires" et celles qui ne le sont pas au regard desdits rapports ni des sanctions quelconques ».
La liste des sectes de 1995 est en dépit de ces recommandations utilisée par certaines municipalités, ce qui a donné lieu à des procès.
Les juridictions administratives ont confirmé que la présence dans le rapport parlementaire sur les sectes ne peut justifier toute entrave à la pratique d'un culte. C'est ainsi que le Tribunal administratif de Rennes a annulé en 2002 le refus du maire de Lorient de mettre à la disposition d'une association locale de Témoins de Jéhovah une salle municipale. Pareillement, le Tribunal administratif de Poitiers a annulé la même année un autre refus communal parce que « la ville de La Rochelle s'est fondée non sur un motif tiré de l'ordre public, mais sur le caractère de secte attribué aux Témoins de Jéhovah par le rapport d'enquête de l'Assemblée nationale du 22 décembre 1995 ; que ce rapport, dénué de valeur juridique, ne pouvait servir de fondement légal à la décision attaquée ».
Cette difficulté a conduit le gouvernement français à préciser en 2002 lors de la conférence annuelle sur les Droits de l'homme de l'OSCE à Varsovie qu'il faisait en sorte que l'administration française ne se serve pas de cette liste de sectes, et que toutes les mesures administratives se fondant sur elle avaient été annulées par la justice.

### Refus officiel d'utiliser des listes de mouvements sectaires
Depuis 2005, le contenu de cette liste de mouvements sectaires de 1995 est en outre considéré comme obsolète, tant par le gouvernement et les parlementaires que par la Miviludes.
Dans sa circulaire du 27 mai 2005 relative à la lutte contre les dérives sectaires, le Premier ministre recommande à nouveau d'éviter le recours à des listes de sectes au profit de l'utilisation de faisceaux de critères, reconnaissant que la liste de mouvements annexée au rapport parlementaire de 1995 devient de moins en moins pertinente, au vu de la complexité du phénomène sectaire. Une liste, par sa rigidité, ne permet pas d'appréhender les fluctuations importantes de ces mouvements ; ce rapport évoque cette difficulté, engendrée par la formation de petites structures, diffuses, mouvantes et moins aisément identifiables. Toutefois, ce texte indique que ce changement, loin d'affaiblir l'action menée, est là pour mieux garantir son efficacité, en exerçant une vigilance particulière sur toute organisation paraissant exercer une emprise dangereuse pour la liberté individuelle de ses membres.
Quant à Jean-Michel Roulet, le nouveau président de la MIVILUDES en 2005, il estime que la liste parlementaire des sectes de 1995 est « complètement caduque » mais déclare qu'elle « a permis de cerner le phénomène même si c'était de manière parfois erronée et partiellement incomplète ». Il déclare qu'il veut aider les victimes de sectes à dénoncer ce qu'elles ont subi, entend privilégier la constitution d'une jurisprudence, avec des éléments concrets, et aimerait « avancer ne serait-ce que de cinq jugements » durant sa présidence. Il insiste en disant que la lutte antisectes n'est pas « politicienne », car « les dérives sectaires sont un enjeu trop grave pour être purement politicien »,.
Dans un communiqué de presse de 2006, plusieurs députés porte-parole des groupes parlementaires de l'Assemblée nationale ont déclaré que « certains ont cru pouvoir se réjouir d'un soi-disant tournant dans la politique française de défense des libertés individuelles et collectives contre les menées dangereuses des sectes et d'une remise en cause des rapports parlementaires de 1995 et en 1999 », à l'occasion de la parution de la circulaire du Premier ministre citée ci-dessus. En réalité, la question posée par le Premier ministre était selon eux, celle du vieillissement des informations collectées en 1995 et 1999. Ils ont ajouté que la création d'une nouvelle commission d'enquête sur les sectes dans le domaine de la santé et de la protection des mineurs va permettre d' « engager un nouvel état des lieux de la mouvance sectaire ».
La ministre de l'Intérieur a rappelé dans sa circulaire du 25 février 2008 relative à la lutte contre les dérives sectaires qu'il ne s'agit pas dans l'intervention des pouvoirs publics de stigmatiser des courants de pensée, mais de s'attaquer aux « faits avérés et pénalement répréhensibles », « constitutifs d'une atteinte à l'ordre public, aux biens ou aux personnes ». Elle rejette toute idée d'établir une nouvelle liste de sectes : « La circulaire du premier Ministre en date du 27 mai 2005 relative à la lutte contre les dérives sectaires a clairement indiqué la nécessité d'abandonner dans la recherche des dérives sectaires toute référence à des listes, pour privilégier une logique de faits ayant l'avantage d'élargir le champ des investigations sans limiter celles-ci à des groupements préalablement identifiés. »
En 2012, Georges Fenech, qui a été membre de la commission parlementaire, a admis dans son ouvrage Apocalypse : menace imminente ? Les sectes en ébullition que la liste de sectes du rapport de 1995 avait comporté tant des erreurs que des omissions, sans préciser dans les deux cas à quels groupes il faisait référence.
En 2021, un rapport produit par l'Inspection générale de la police nationale, l'Inspection générale de la gendarmerie nationale et la MIVILUDES estime que « les tentatives de listes de groupes sectaires, en particulier celle du rapport parlementaire « Les sectes en France » de 1996, se sont révélées peu probantes, car les groupes appréhendés étaient classés non pas sur des critères objectifs mais sur le degré d'acceptation sociale du moment […], conduisant à la stigmatisation d'associations exemptes de toutes dérives sectaires avérées. Il convient donc de proscrire les argumentations fondées sur cette logique de listes ».

## Sources

### Liste des rapports des commissions parlementaires sur les sectes en France
- Rapport no 2468, commission d'enquête sur les sectes, Alain Gest et Jacques Guyard, 22 décembre 1995 (publié en 1996).
- Rapport no 1687, commission d'enquête sur la situation financière, patrimoniale et fiscale des sectes, ainsi que sur leurs activités économiques et leurs relations avec les milieux économiques et financiers, Jacques Guyard et Jean-Pierre Brard, 10 juin 1999.
- Rapport no 3507 commission d'enquête relative à l'influence des mouvements à caractère sectaire et aux conséquences de leurs pratiques sur la santé physique et mentale des mineurs, Georges Fenech, Philippe Vuilque, 12 décembre 2006.
- [PDF] Liste des auditions de 2006 de la commission d'enquête